# Olli Huttunen (Fußballspieler)
Olavi „Olli“ Huttunen (* 4. August 1960 in Kajaani) ist ein finnischer Fußballtrainer und ehemaliger Fußballtorhüter.
Im November 2010 trainiert er die finnische Nationalmannschaft und wurde nach nur einem Spiel (8:0-Sieg über San Marino) durch Interimstrainer Markku Kanerva abgelöst, der wiederum nach nur zwei Partien dem aktuellen (Stand: August 2011) Trainer Mixu Paatelainen weichen musste.

## Karriere
Huttunen spielte in Finnland ausschließlich für Valkeakosken Haka. Mit dem Verein gewann er 1995 die finnische Meisterschaft. Außerdem gelangen ihm mit dem Klub drei Pokalsiege in Finnland. Er bestritt 60 Länderspiele für die finnische Nationalmannschaft.
Huttunen gilt als einer der besten Torhüter in der finnischen Fußballgeschichte. Zwei Mal wurde er in Finnland zum Fußballer des Jahres gewählt.
Nach Beendigung seiner Karriere als aktiver Spieler wechselte er als Assistent von Keith Armstrong auf die Trainerbank seines Stammvereins. Als dieser den Klub am Ende der Saison 2001 verließ, wurde Huttunen sein Nachfolger und führte den Verein zu einer Meisterschaft und zwei Pokalsiegen.
2009 verließ er Valkeakoski, um für die finnische Nationalmannschaft zunächst als Torwarttrainer zu arbeiten. Schon bald wurde er zum Co-Trainer neben dem Schotten Stuart Baxter. Als dieser nach einem schlechten Start in die EM-Qualifikation für 2012 (drei Niederlagen in drei Spielen) zurücktrat, ernannte der finnische Verband Huttunen zum Nationaltrainer. Diese Position hatte er allerdings nur für ein Länderspiel (8:0-Sieg, über San Marino) inne.
2012 übernahm er das Traineramt beim finnischen Erstligisten Vaasan PS und erreichte 2013 mit diesem Klub den dritten Platz in der Veikkausliiga.

## Erfolge

### Spieler
- Finnischer Fußballspieler des Jahres: 1982, 1984
- Finnischer Fußball-Meister: 1995
- Finnischer Pokalsieger: 1982, 1985, 1988

### Trainer
- Finnischer Fußball-Meister: 19981, 19991, 20001, 2004
- Finnischer Pokalsieger: 19971, 2002, 2005

1als Assistenztrainer von Keith Armstrong